# ダブルクロス・リプレイ・ストライク
ダブルクロス・リプレイ・ストライク』は、日本製テーブルトークRPG『ダブルクロス』のリプレイ作品。
ゲームマスター（GM）兼リプレイ著者は小太刀右京。イラストは石田ヒロユキ。
全3巻で、計6話収録。

## 概略
『ダブルクロス The 2nd Edition』環境下のリプレイ。
クロスオーバーをテーマに、当時の『ダブルクロス』で導入されていた、多彩なステージのキャラクターたちが共演する。
「（オーヴァードではあるが）ごく普通の少年の元に様々な美少女がやってくる」と言うドタバタラブコメの体裁を取っており、「PCがPC番号にこだわる」、「PC発言とプレイヤー発言が混ざり、メタ発言とも取れるものになる」などメタフィクション的なギャグが多いことも特徴。
主な舞台は『基本ステージ（現代日本ステージ）』だが、第3巻収録の第5話では、『エンドライン』ステージが舞台となる。
第5話の展開は、4話の展開を受けたプレイヤーたちの強い要望によるもので、結果として『ダブルクロス』文庫リプレイとしては初めて『エンドライン』ステージを扱った物になった。

## あらすじ
国見以蔵は、オーヴァードではあるが、それ以外はごく普通の高校生。
そんな彼が、ある日隕石にぶつかったことで、日常が非日常と化す。
それは、彼に宿った謎の力『特異点』によるものだった。
特異点を持つ以蔵を巡り、彼の住むアパートに様々な場所から美少女たちが訪れる。
未来世界から来たアンドロイドマーヤ・エンテュメーシス、天才少女ソフィアを守る傭兵シャル、ドラゴンの少女モルガン。
そして、特異点を狙う敵までもが彼らに迫る。
一度はそんな状況から逃げ出した以蔵だったが、最後には彼女たちと力を合わせ、敵を打ち倒し、特異点の力を失った。（第1巻）
しかし、以蔵の前に特異点の力を持ち、なおかつ自分よりモテる転校生、久坂勇が現れる。
以蔵たちは、再び特異点を巡る冒険に挑むことになった！（第2～3巻）

## 登場人物

### プレイヤーキャラクター(PC)
本作では、各巻でPC番号と参加プレイヤーが若干スイッチする構成を取っている。
下記のPCのうち、以蔵、シャル、モルガンは全巻登場。マーヤは1,3巻のみ、勇は2,3巻のみの登場となっている。
また、前述の通り本作では『異なるステージのキャラクターが一堂に会する』と言う構成が特徴であるため、キャラクターの出身ステージも併記した。
各ステージの詳細はダブルクロス#世界設定を参照のこと。
国見以蔵（くにみ いぞう、田中天）
- コードネーム:ブラストハンド
- シンドローム:ハヌマーン/モルフェウス
- ワークス/カヴァー:UGNエージェントB/高校生
- Dロイス:生還者
- ステージ:基本ステージ

第1巻のPC1。
UGNにアルバイト感覚で協力している他は、平凡な日常を営んでいた高校生。（おそらくはUGNイリーガル）
隕石に激突したことで特異点の力を宿したが、第1巻の冒険の末にその力を失った。
NPCヒロインの三室戸もみじの親が経営するアパート『三室戸荘』に住んでいる。
性格はバカでスケベでお調子者、その上妄想癖が激しい。
ハーレムやヒーローになるシチュエーションに憧れているが、いざその場面となると逃げ出すなど、いささか情けない面もあり、良くも悪くもPC1らしからぬ人物。
しかし、逃げ出しながらも最終的には目の前の困難に立ち向かい、ほんの少しだけ成長を遂げる。
何かと奇行や妄言を繰り返し、基本的にはノリだけで生きているような少年だが、第2巻で「女の子が大ピンチなのを知っててごろごろしてるなんて俺には無理だよ」と言うなど、根は心優しい好人物。
女好きであり、何かと他の女性キャラクターを口説こうとするが、ほとんどの場合相手にされないのがお約束。ほかの女性PCに対しては「ドラ子」、「ロボ子」など奇妙な愛称で呼ぶことがある。
第2巻で会った久坂勇には、当初自分のお株を奪った（形になる）彼に嫉妬心を燃やすが、最終的には喧嘩友達のような関係に落ち着いている。
戦闘時には、『インスタントボム』で空気を爆弾に変えて攻撃する。プレイヤーの田中天は、『ダブルクロス・リプレイ・ジパング』第1巻あとがきにて、これを漫画『ジョジョの奇妙な冒険』に登場する吉良吉影にたとえている。
久坂勇（くさか いさみ、加納正顕）
- コードネーム:ブラストハンド
- シンドローム:ブラム＝ストーカー/ハヌマーン
- ワークス/カヴァー:高校生/高校生
- Dロイス:生還者
- ステージ:基本ステージ（第2巻）、エンドライン（第3巻）

第2巻以降のPC1。
特異点の力を持つ、記憶喪失の転校生。
記憶を失い倒れているところをもみじに助けられ、アパートに住むことになった。
一見クールで爽やかな美形だが、内面は以蔵と似た者同士。
臆面も無く自分をイケメン、モテると言うなど、『モテること』にアイデンティティを見出している節がある。
戦闘時は血液を剣に変え、馬型の従者に騎乗する。
当初はプレイヤーからも「異世界のかっこいい以蔵」だと思われていたが、第2巻終盤に驚愕の正体が明らかになる。
シャル（矢野俊策）
- コードネーム:機甲槍士（ヴァリアブル・ランサー）
- シンドローム:ノイマン/モルフェウス
- ワークス/カヴァー:スペリオルC/ボディガード
- Dロイス:なし
- ステージ:陽炎の戦場

東欧クロドヴァ公国の傭兵部隊デザート・ミラージュに所属する傭兵。
恩義ある天才科学者ソフィア・ウィルキンスを「お嬢さま」と呼び、忠誠を誓っている。
軍人の家系に生まれるも家を出奔、ソフィアに助けられた過去がある。
以蔵からは時々「シャルりん」と呼ばれる。
ソフィアに対してはやや偏愛気味だが、それを除けばプロの傭兵らしく、クールでシビアな性格。
なおかつパーティで数少ない常識人であるため、以蔵や周囲の状況に対するツッコミ役となる。
戦闘時には棒型の『イノセントブレード』をモルフェウスの能力で多彩な形状に変化させて戦う。
モルガン・ル・フェイ（三田誠）
- コードネーム:湖の女王
- シンドローム:エグザイル/キュマイラ
- ワークス/カヴァー:その他A/ドラゴン
- Dロイス:古代種
- ステージ:カオスガーデン

"カオスガーデン"の支配者を自称する、ドラゴンのAオーヴァード。
以蔵からの愛称は「ドラ子」。
本人曰く、数千年の時を生きており、かつては特異点の持ち主である"約束の王"アーサー王の守護者であったという。
普段は『擬態の仮面』で10歳程度の少女の姿を取っている。
高貴な老人口調で話すが、ネットRPGが大好きという俗な性格。
ソフィアとはネットRPG仲間であり、その縁で以蔵のことを知り、特異点を持つ者として導こうとする。
その出自から特異点を巡る出来事に苦悩、困惑させられる羽目になる。
戦闘時にはドラゴンの巨体を活かして戦い、『融合』のエフェクトで自身の力（エフェクト）を他者に使わせることが可能。この『融合』をモルガンは『エクスカリバー』と呼ぶ。
基本的には真面目にセッションを進行させるが、プレイヤーの嗜好が反映されたこともあってか、自分を強く演出することにこだわり、エフェクトの使用や所得に大仰な設定・演出を入れることはしばしば。
特に、PC1のコードネームである"ブラストハンド"を横取り（自称）することは終盤まで行い、持ちネタ同然となった。
マーヤ・エンテュメーシス（三輪清宗）
- コードネーム:時の輪廻（カーラ・チャクラ）
- シンドローム:バロール/モルフェウス
- ワークス/カヴァー:ロボット市民A/レプリケーター
- Dロイス:生還者
- ステージ:TFT(The Two Faces of Tomorrow)

正式名「マーヤ・エンテュメーシス　MAYEA-F6401U 光物質返還型レプリケーター」。
未来からタイムスリップしてきたアンドロイド（ガイノイド）の少女。
三室戸もみじに良く似た風貌をしている。
以蔵からの愛称は「ロボ子」。
過去に渡り、特異点を狙う謎の敵"イーター"に対抗すべく、以蔵を守る。
第1巻では地上に激突した影響で口数少なくボケたことを言っていたが、第3巻では時折ミステリアス（怪しげ）な言動をすることも。
高い情報収集能力と物体を生成する能力を持ち、戦闘時には支援のほか、ガトリング砲などの自身で生成した多彩な武器を操る。
基本的にはイーターに関する知識などを活かしてセッションを進行するが、「他の次元の自分と通信可能」など、時としてかなり大仰な演出を行うこともあった。

### 基本ステージ
三室戸もみじ
以蔵と勇の住むアパート『三室戸荘』の大家の娘。
気が強く、以蔵の奇行に対しては手が出ることも多いが、何かと彼の面倒を見るなど、面倒見の良い性格。
突然自分のアパートにやって来たほかのPCたちも「以蔵の奇妙な友人」として、あっさりと受け入れた。
第６話では以蔵の幼馴染であったことが明かされた。

### TFT
プロノイア博士
マーヤの開発者。
どこか三室戸もみじに似た面立ちの持ち主。
カルキ
『TFT』世界を脅かす謎の敵"イーター"の一体。
第1巻の黒幕。
過去へタイムスリップし、以蔵の持つ特異点を狙う。
カルキを追い、マーヤはタイムスリップすることになる。

### 陽炎の戦場
ソフィア・ウィルキンス
以蔵と同年代ながら、ノイマンシンドロームにより天才的な頭脳を誇る科学者。
シャルがお嬢さまとして忠義を誓う少女。
その天才的な頭脳で、いち早く特異点の存在を突き止めた。
過去に家を出奔したシャルを助けたなど善良な性格だが、研究に関してはやや強引で、思い込みが激しいのが欠点。
数少ない、以蔵を憎からず想っているヒロインの１人だが、以蔵からのモーションはシャルの妨害でことごとく気付かれずに終わることが多い。
エルキュール・ド・サンドリヨン
シャルと何度か交戦経験のある、軍需企業ルカーン財団のオーヴァードで、通称は財団の黒い羊（ブラックシープ）。
男装の麗人。
指揮官としては優秀だが、それ以外は今一つ。
とはいえ、貴族としての責務を重んじる性格のため、軍需企業関係者としては真面目で穏健。
そのため、当初は特異点の力を狙っていたが、以降はPCたちに協力する立場になる。
後の『DX3』サプリメント『ディスカラードレルム』にて公式パーソナリティーとして紹介されている。
"白の雷神（ベルーン）"エミール・カサド・カンテミール
『陽炎の戦場』公式パーソナリティー。
元クロドヴァ公国公子にして傭兵部隊デザートミラージュの司令、つまりシャルの上司。彼女の依頼人的なポジションで登場する。
"天秤の守護者（エガリエ）"セオドア・ベルティエ
ルカーン財団に所属するオーヴァードで、シャルの兄。
シャンカラによってもたらされた不完全な特異点の力で、無理矢理に世界平和を成し遂げようとする。
特異点の力を完全なものとするため、勇を狙う。
彼の背後にはシャンカラ、ひいては大いなる意志の思惑があった。
「特異点を巡る思惑に身内の人生が狂わされた」と言う事実は、シャルが特異点を巡る冒険に挑むモチベーションの1つとなった。

### カオスガーデン
アルバート
『カオスガーデン』公式パーソナリティー。
ローランドゴリラのAオーヴァード。
モルガンをサポートする副官的立場として登場。

### エンドライン
シャンカラ
第2巻の黒幕。
異世界『エンドライン』から以蔵たちの世界に現れた謎の少年。
セオドア・ベルティエに特異点の力を与えた。
ある目的から、彼も勇を狙う。
彼の背後には、大いなる意志の思惑があった。
"パールヴァティ"三室戸紅葉（『エンドライン』の三室戸もみじ）
基本ステージのもみじの、別世界の同一人物。
基本ステージのもみじとは異なり、既にバロールシンドロームへ既に覚醒しており、他人を他の場所に跳ばす（テレポートから異世界への移動まで）と言う、他者には無い能力を持つ。
なお、『紅葉』と言う漢字表記は、基本ステージのもみじと同表記では分かりづらいからと提案されたもの。

### そのほか
星ヶ丘沙織
異世界『エンドライン』で以蔵たちが出会った少女。
なぜか以蔵に惚れている。
異世界の以蔵たち
大いなる意志の思惑に従って現れた、様々なパラレルワールド（ステージ）の以蔵たち。
異世界『エンドライン』を舞台に、自分たちの持つ特異点の争奪戦を繰り広げる。
IZO
『デモンズシティ』ステージの以蔵。
マスクド以蔵
『マスクドヒーローズ』ステージの以蔵。モルガンが封印されたカードを腕輪「モルガンブレス」に通すことで変身し、モルガンの姿を模した巨大ロボに乗り込んで戦う。
平安以蔵
『平安京物怪録』ステージの以蔵。「白那の狐」モルガンに陰陽術を授けられ、陰陽師（オーヴァード）となった。美少女型の式神を操る。
ゴリラ以蔵
『カオスガーデン』ステージの以蔵。ローランドゴリラのAオーヴァード。

## 用語
特異点
確率を変化させる謎の力。
持ち主に、さまざまな『都合の良い偶然』を呼び込む。
観測者
特異点の力に、一定の方向性を与える存在（人物）。
大いなる意志
特異点をもたらした存在。
第2,3巻の黒幕。
レネゲイディア
3巻6話冒頭で、以蔵（田中天）の妄言に登場したファンタジー世界。
エンドラインからの帰還時に、この世界を訪れたことで以蔵はレベルアップした、らしい。
その名の通り、『プリンセス・ソラリス』など各レネゲイドシンドロームを擬人化したようなキャラクターたちが存在すると言う。
あくまでも以蔵がこう言い張っているだけで本当に存在するかどうかは不明。
もちろん、『DX3』現在、公式ステージ化もされていない。

## 書誌情報
1. ダブルクロス・リプレイ・ストライク　天からの一撃　　ISBN 978-4-8291-4508-1 C0176
2. ダブルクロス・リプレイ・ストライク2　天からの呼び声　ISBN 978-4-8291-4519-7 C0176
3. ダブルクロス・リプレイ・ストライク3　天からの逆襲　ISBN 978-4-8291-4527-2 C0176